# Chœur de l'Armée française
Le Chœur de l'Armée française est le chœur officiel de la République française.

## Historique et description
Fondé en 1982 par Charles Hernu alors ministre de la défense, il devient une unité de la Garde républicaine en 1994. Il est composé de 45 choristes masculins et dirigé depuis 2007 par Aurore Tillac qui succède à Hugues Reiner, Patrick Marie Aubert, Yves Parmentier et Pascale Jeandroz entre autres. Le chef assistant est la commandante Emilie Fleury.
Son rôle principal est d'accompagner les cérémonies ou commémorations officielles et solennelles dans une perspective esthétique et symbolique captant l'émotion du public. Ainsi il participe aux cérémonies nationales du 14 juillet, aux cérémonies de transfert de cendres au Panthéon, aux anniversaires historiques, ou aux hommages rendus dans des lieux emblématiques comme la cour des Invalides,,,,,.
Il apporte régulièrement sa collaboration à des orchestres français (Orchestre national Bordeaux Aquitaine, du Capitole de Toulouse, Orchestre de Paris, Ensemble intercontemporain) sous la direction de chefs tels que Yutaka Sado, Christoph Eschenbach, Pierre Boulez, Edmon Colomer ou Michel Plasson. Il donne également des représentations aux théâtres du Châtelet, des Champs-Elysées, à l'Opéra Comique, au théâtre impérial de Compiègne et a cappella dans toute la France souvent dans les cathédrales .
Il représente la France lors de festivals ou saisons lyriques tant en France qu'à l’étranger. Il accompagne parfois l'orchestre de la Garde républicaine, et peut également donner des représentations avec des solistes invités comme Roberto Alagna. 
Son répertoire se compose de musiques traditionnelles, d'hymnes, de chants militaires, chants religieux, de grandes œuvres classiques lyriques pour voix d'hommes, de chants partisans ou populaires et participe du patrimoine culturel vivant,,,,.